# Балян Ануш Валеріївна
Ану́ш Вале́ріївна Ба́лян — віцепрезидентка НААН, академікиня НААН, докторка економічних наук, професорка.

## Біографія
Народилась 28 червня 1967 року в м. Караганді — Казахстан.

### Освіта
У 1974 році вступила до Руставської середньої школи № 20, яку закінчила у 1984 році.
У вересні 1984 року вступила до Кам'янець-Подільського сільськогосподарського інституту на економічний факультет.
У 1986 році перевелася до Тбіліського державного університету на економічний факультет за спеціальністю «Планування промисловості».

### Трудова діяльність
1990—1992 рр. — економіст в Управлінні баштових самохідних кранів р/о «Грузагробуд».
1992—1995 рр. — молодший науковий співробітник відділу економіки в Закарпатському Інституті агропромислового виробництва УААН.
1995 р. — завідувачка групи лабораторії комерції та реалізації АПВ.
1996 р. — заступниця директора Закарпатського Інституту АПВ.
жовтень 1996—2011 рр. — директорка Закарпатського Інституту АПВ.
У 2013 році обрано віцепрезиденткою НААН.

## Наукова діяльність
У 1995 році захистила дисертацію «Особливості розвитку фермерства і його кооперування в Закарпатській області» і отримала вчену ступінь кандидата економічних наук.
У квітні 2006 року захистила докторську дисертацію «Міжрегіональне, транскордонне співробітництво України за умов розширення Європейського Союзу (на прикладі прикордонних регіонів України та Угорщини)».
У червні 2007 року отримала звання старшого наукового співробітника.
У 2014 році присвоєно вчене звання професора за спеціальністю економіка.
Наукові праці  присвячені економічним питанням розвитку сільського господарства, зокрема таким його актуальним проблемам, як: трансформування організаційно-економічних відносин до соціально орієнтованих ринкових умов АПК; розробка методичних та організаційно-економічних засад функціонування підприємницьких структур на основі кооперації та інтеграції АПВ; визначення та обґрунтування організаційно-економічного механізму внутрішньогосподарських відносин у новостворених структурах агросектору в АПК; удосконалення земельних відносин на селі в період реформування сільського господарства; науково-методичне забезпечення підвищення економічної ефективності та розвиток соціально спрямованого аграрного виробництва; науково-методологічні та організаційні засади маркетингу, інновацій та інноваційного провайдингу в АПВ.
Крім того, особливо вагомими є  фундаментальні дослідження з проблеми, пов’язаної з масштабним розширенням ЄС на схід і формуванням нового кордону між ЄС та Україною на початку ХХІ ст., що змінює характер економічних відносин унаслідок якісних і кількісних змін у структурі ЄС.
Також сформувала наукову школу «Економіка АПК і основи його реформування», учні якої успішно впроваджують результати наукових досліджень у агропромислове виробництво.
Проводить дослідження за спільними науковими проєктами з багатьма зарубіжними партнерами (комісія ООН з промислового розвитку ЮНІДО, Польща, Словаччина, Румунія, Угорщина та ін.).
Опублікувала 200 наукових праць, зокрема 7 монографій. Є співавтором 11 патентів та свідоцтв, із них: 3 патентів на промислову власність (корисна модель), 5 патентів і свідоцтв на селекційні досягнення у рослинництві та
3 авторських свідоцтва на авторські та суміжні права ( науково-практичні твори, методи та методики).

## Нагороди та почесні звання
- У 2001 році - Указом Президента України присвоєно почесне звання «Заслужений працівник сільського господарства України» за  наукову роботу та вагомий вклад у розвиток сільського господарства.
- Лауреат рейтингу «Лідер агропромислового комплексу - 2005».
- Лауреат Всеукраїнської премії «Жінка ІІІ тисячоліття» в номінації «Рейтинг» (2006).
- У 2006 році нагороджена трудовою відзнакою «Знак пошани».
- У 2007 році нагороджена Почесною відзнакою УААН, також нагороджена пам'ятною ювілейною медаллю «50 років держтехнагляду України».
- За громадську діяльність як жінки-керівника нагороджена дипломом «Ділова Українка - 98».
- У 2009 році нагороджена Почесною грамотою Закарпатської обласної державної адміністрації.

## Громадська діяльність
- Голова конгресу «Ділові жінки України».
- Член Економічної Секції Саболч-Сатмар-Березької Наукової Колегії Угорської Академії Наук.
- Спостерігач керівного комітету Союзу європейських академій сільськогосподарських наук, продовольства та навколишнього середовища.